# غاوي غاوي
غاوي ميشيل غاوي (26 أكتوبر 1950–27 يوليو 2020) هو موسيقي فلسطيني، وأحد مؤسسي كلية الفنون في جامعة النجاح الوطنية وعميدها السابق. كما كان عضوًا في لجنة تحكيم برنامج نيو ستار الذي قدمته فضائية معًا في الفترة ما بين 2010 حتى 2015.

## حياته
ولد غاوي في 26 أكتوبر 1950 في مدينة الناصرة، حصل على دبلوم الموسيقى عام 1970، ثم حصل على ماجستير قيادة من الكونسرفتوار الوطني من جامعة صوفيا في بلغاريا عام 1977، كما حصل على درجة الدكتوراه في الموسيقى تخصص قيادة الجوقات من الكونسرفتوار الوطني بصوفيا أيضًا عام 1981. عاش في مدينة ليل في فرنسا ودرس فيها طريقة العلاج الصوتي اللغوي (verbotonal method). بالإضافة إلى العربية، أتقن لغات عديدة وهي العبرية والبلغارية والفرنسية.

## مسيرته المهنية
عمل منذ تخرجه أستاذًا مساعدًا بجامعة النجاح الوطنية بنابلس، كما أصبح أول رئيس لقسم الفنون منذ تأسيسه بكلية الآداب عام 1982، وشارك عام 1983 مع مجموعة من الأكاديميين والفنانين الفلسطينيين في تأسيس أول قسم أكاديمي في الجامعات الفلسطينية للفنون الجميلة، حيث كان القسم يمنح شهادة البكالوريوس في تخصص الفنون التشكيلية والعلوم الموسيقية، ثم شارك عام 1993 في تأسيس كُلية الفنون الجميلة في جامعة النجاح الوطنية، وكان عميدًا لها في الفترة ما بين 1994 حتى 2002، وأصبح عميدًا لها مرة أُخرى في الفترة ما بين 2013 و2020 حتى أُعفي منها في 22 يوليو 2020 نظرًا لوضعه الصحي.
عمل غاوي أيضًا في مجال علم الصوتيات، وعلاج النطق والسمع والتأتأة، وساهم بتأسيس برنامج قسم السمع والنطق في جامعة النجاح الوطنية بنابلس.
في عام 1996، أقام مهرجان سبسطية الدولي للفنون. استضاف المهرجان العديد من عروض الرقص والموسيقى من ثقافات مختلفة حول العالم لمدة أربع سنوات حتى توقفه عام 2000 إثر اندلاع الانتفاضة الثانية.
له العديد من الأعمال الموسيقية منها: "ملحمة كفر قاسم"، و"أنا من هذه المدينة"، كما لحن أشعارًا لمحمود درويش وتوفيق زياد وغيرهم. كان عضوًا في لجنة تحكيم عدد من البرامج الموسيقية والغنائية، مثل برنامج نيو ستار، وبرنامج سمعنا صوتك.

### الجدل حول إيقاف عرض «مسرح عشتار»
في 10 ديسمبر 2019، وخلال إطلاق فعاليات الحفل الختامي لحملة «كلنا ضد العنف» في مسرح تركي بن عبد العزيز في جامعة النجاح الوطنية، تدخل غاوي لإيقاف عرض راقص يجمع بين السيرك والرقص والمسرح باسم «انهيدوانا» من تنظيم مسرح عشتار بطلب من إدارة جامعة النجاح الوطنية. بعد عدة محاولات لإيقاف العرض من قبل جهات إدارية في الجامعة قبل تدخله، فوجئ الحضور بصعوده على المسرح، وتحدث لاحقًا عن أسباب طلبه باختصار مدة العرض باعتباره عملًا لا تتلائم ظروف عرضه مع خصوصية الجامعة. حيث قال: «إن الفنانة خلعت جزءاً من ملابسها أمام الطلبة والحضور، وهذا أمر غير مرحب به. أنا شخصيا لدي ثلاث بنات، ما يرتدينه من ملابس في مدينة الناصرة في الداخل الفلسطيني المحتل عام 1948 يختلف عنه في مدينة نابلس مثلاً، فعلينا مراعاة الذوق العام وتقاليد المجتمع الذي نحن فيه.».
تسبب إيقاف العرض بموجة من الغضب ضده داخل القاعة، وأثار جدلًا كبيرًا على مواقع التواصل الاجتماعي إذ اعتبره البعض «عنفًا ضد المرأة واعتداءً على الفن والمسرح».

## مؤلفاته الموسيقية
انقسم إنتاج غاوي الموسيقي بين بعض الأعمال الأوركسترالية منها: عمل يحمل اسم مسيرة الشيخ، وعمل سيمفوني بعنوان «جولة في أحياء الناصرة» .
ساهم أيضًا في تلحين أعمال غنائية لعدد من الشعراء، مثل: نشيد «أنا من هذه المدينة» من كلمات الشاعر توفيق زياد، والثلاثاء الحمراء من شعر إبراهيم طوقان، ونشيد حطوا في كفي القيد، ونشيد أهون ألف مرة للشاعر توفيق زياد، وغيرهم.
له مساهمات أيضًا في تلحين بعض الملاحم، مثل: ملحمة كفر قاسم من أشعار توفيق زياد وتشتمل الملحمة على قطع ملحنة تلحينًا كاملًا ومقاطع أخرى أقرب إلى الريستاتيف، وملحمة غربة من شعر جمال قعوار.

## وفاته
توفي صباح يوم الاثنين 27 يوليو 2020 عن عمر ناهز 69 عامًا، وجاء ذلك على إثر مرض عضال.

## روابط خارجية
- معلومات غاوي غاوي (نسخة مؤرشفة) على موقع جامعة النجاح الوطنية